# Caïdat d'Amskroud
Le caïdat d'Amskroud est une circonscription administrative marocaine situé dans le cercle d'Agadir-Banlieue, lui-même situé dans la préfecture d'Agadir Ida-Outanane, au sein de la région administrative de Souss-Massa. Son chef-lieu se trouve dans la commune éponyme d'Amskroud.

## Commune
Deux communes rurales sont rattachées au caïdat d'Amskroud : Amskroud et Idmine.
| Année | Nb. Commune | Liste Commune    |
| 1994  | 2           | Amskroud, Idmine |

## Historique
Le caïdat d'Amskroud, est créé en 1994, et est rattaché au cercle d'Agadir-Banlieue, lui-même rattaché à la préfecture d'Agadir Ida-Outanane, qui vient juste d'être créée. Il compte à sa création 2 communes rurales : Amskroud et Idmine.

## Démographie
Selon les données communales des derniers recensements, la population du caïdat d'Amskroud est passée, de 2004 à 2014, de 14 299 à 12 530 habitants,.